# Aphyolebias wischmanni
Aphyolebias wischmanni es una especie de pez de agua dulce de América del Sur, de la familia de los rivulinos. Son peces de pequeño tamaño con una longitud máxima descrita de 13 cm, comercializados y comunes para acuariología aunque muy difíciles de mantener en acuario.

## Distribución y hábitat
Esta especie es un endemismo que solo puede encontrarse en su localidad tipo en un remanso del río Chipiria, un afluente del río Ucayali, a unos 120 km al sur de Pucallpa, en la cuencia fluvial del río Amazonas en el este del Perú. Sin embargo su distribución es incierta y se desconoce su estado exacto de conservación.
De comportamiento bentopelágico y no migrador, esta especie que prefiere agua con una temperatura entre 24 °C y 26 °C.